# Гржимала (герб)
Гржимала — польский дворянский герб.

## Описание гербов
В Гербовнике дворянских родов Царства Польского имеется шесть гербов данного имени:
1. В золотом поле ворота, отворённые наружу, с тремя башнями, из которых средняя выше. В воротах рыцарь с обнажённым мечом, вправо. В навершии шлема пять страусиных перьев, выходящих из трёх башен, из которых средняя прямо вверх, а крайние наклонены наружу.
2. Как в первообразном гербе Гржимала, ворота отворены наружу, но с поднятой решёткой и без рыцаря. Навершие такое же.
3. Ворота, как в первообразном гербе Гржимала, только с тремя башнями одинаковой вышины. В навершие павлиньи перья, вместо страусовых.
4. Щит как у в гербе Гржимала 3. В навершие шлема страусовые перья.
5. В золотом поле каменная стена в шесть рядов кирпича, с тремя зубцами. На ней три подобные башни, из коих средняя выше. В навершие шлема орлиное крыло, ребром вправо, стрелою влево пронзённое.
6. Щит, как в гербе Гржимала 5, только с тремя башнями одинаковой вышины. Навершие шлема, как в первообразном гербе Гржимала[1].

Некоторые относят начало этого герба ко времени самого Леха I. См. гербы: Векентьевых (VI, 61); Засецких (IV, 37); Мишковых (VI, 76); Островских (III, 47); Чагиных (V, 60); Чернцовых (III, 103).
Герб Гржимала внесён в Часть 2 Гербовника дворянских родов Царства Польского, стр. 91

## Герб используют
Будзишевские, Длуголэнцкие, Добецкие, Домашковские, Дзержановские, Дзизинские, Дзезицкие, Дубовицкие, Гонсовские, Гологовские, Гослицкие, Грабовецкие, Грабовские, Гржималы, Грудинские, Яблоновские, Язвинские, Козановичи, Любятовские, Лашевские, Нециковские, Оченковские, Островские, Пёнтковские, Пинтовские, Потулицкие, Прондзынские, Рашевские, Рашовские, Семяновские, Скочинские, Сляские, Соецкие, Верецкие, Вельгурские, Вещицкие, Вевюровские, Войдзбуны (Войзбуны), Заборовские, Збержховские, Зелинские, Жбиковские. 
Также ср. герб Могилёва, Сайковские, Асцендрих.